# Église de la Dormition-de-la-Mère-de-Dieu de Mrtvica
Pour les articles homonymes, voir Église de la Dormition-de-la-Mère-de-Dieu.
L'église de la Dormition-de-la-Mère-de-Dieu de Mrtvica (en serbe cyrillique : Црква Успења Пресвете Богородице у Мртвици ; en serbe latin : Crkva Uspenja Presvete Bogorodice u Mrtvici) est une église orthodoxe serbe située à Mrtvica, dans la municipalité de Vladičin Han et dans le district de Pčinja, en Serbie. Elle est inscrite sur la liste des monuments culturels de grande importance de la république de Serbie (no SK 773),,. 
Aujourd'hui, l'église, autrefois église paroissiale, est devenue l'église d'un monastère qui abrite des religieuses,.

## Présentation
L'église est située sur une crête difficile d'accès, dans les gorges de la Morava méridionale (en serbe : Južna Morava) et à la sortie de la gorge de Grdelica, à 14 km de Vladičin Han,,,.
Elle reflète différentes périodes de construction : la nef en triconque remonte sans doute à l'architecture paléochrétienne de la fin du Ve siècle ou du début du VIe siècle,, le narthex a été ajouté au début du XVIIe siècle, la chapelle nord en entre 1837 et 1843 et le porche date de la fin du XIXe siècle,. L'édifice, dont les trois conques s'appuient directement l'une sur l'autre, est dotée d'une voûte en berceau,. Le vaste narthex est divisé en deux travées grâce à des paires de pilastres,.
Toute l'église est ornée de fresques peintes en 1866 dans le style byzantin. Elles représentent des figures en pied et dépeignent le cycle de l'Acathiste de la Mère de Dieu, complété par des scènes de l'hospitalité d'Abraham et de la Nativité de la Mère de Dieu,. L'iconostase de l'église porte 25 icônes.
Malgré le manque de sources, l'hypothèse a été formulée qu'il y avait un monastère en activité autour de l'église pendant le domination ottomane ; cette hypothèse est étayée par la découverte des ruines d'un édifice à demi enterré sous l'église,.
Jusqu'à récemment, l'église paroissiale a fonctionné comme un couvent catholique,.